# Melvyn Bragg

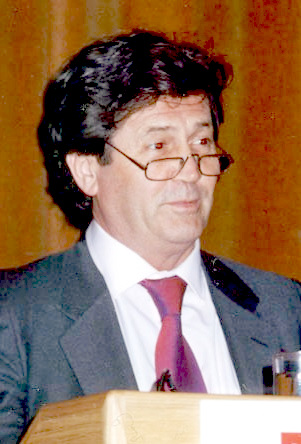
Melvyn Bragg aan de London School of Economics in de jaren 1990.

Melvyn Bragg (Carlisle, 6 oktober 1939) is een Brits historicus, journalist, schrijver en presentator. Hij presenteerde van 1978 tot 2010 The South Bank Show voor ITV, en voor de BBC-radio sinds 1998 In Our Time. Hij draagt de titels baron, FRTS FBA, FRS en FRSA. Sinds 1999 is hij rector van de Universiteit van Leeds.

## Carrière
Bragg, de zoon van een kleermaakster en een mecanicien, studeerde geschiedenis van de Nieuwe Tijd aan het Wadham College van de Universiteit van Oxford. In 1961 kwam hij als stagiair bij de BBC World Service, het BBC Third Programme en de BBC Home Service terecht. Vervolgens ging hij naar de televisie, alwaar hij in een productieteam van het kunstprogramma Monitor werkte. Vanaf 1967 werd hij presentator en schrijver voor culturele programma´s, waaronder The Lively Arts en The South Bank Show op London Weekend Television, waarmee hij algemeen bekend werd. Voor BBC Radio 4 presenteerde hij vele cultuurprogramma´s, waarvan In Our Time inmiddels ruim 500 afleveringen heeft.
Bragg schrijft zowel romans als non-fictie, en werkte als leverancier van draaiboeken ook met Ken Russell samen. Tevens is hij voorzitter van de National Academy of Writing.
Hij is een vriend van Tony Blair en werd in 1998 vermeld als een van de grootste particuliere donateurs aan de Labour Party.
- Bibsys: 90265540
- Biblioteca Nacional de España: XX1094131
- Bibliothèque nationale de France: cb12109735c (data)
- Catàleg d'autoritats de noms i títols de Catalunya: 981058512858906706
- CiNii: DA05691022
- Gemeinsame Normdatei: 119520524
- International Standard Name Identifier: 0000 0001 2284 1909
- Library of Congress Control Number: n50043252
- Nationale Bibliotheek van Letland: 000028996
- MusicBrainz: 2ad1ea72-64ad-49fc-8e5b-67d41b431a15
- Bibliotheek van het Japanse parlement: 00763651
- Nationale Bibliotheek van Tsjechië: jn19990001015
- Nationale bibliotheek van Australië: 35021236
- Nationale Bibliotheek van Israël: 987007274708205171
- Nationale Bibliotheek van Polen: a0000001162008
- Nationale en Universitaire bibliotheek Zagreb: 000124925
- Nederlandse Thesaurus van Auteursnamen: 06883523X
- Réseau des bibliothèques de Suisse occidentale: 02-A003036575
- SNAC: w6dz7ncn
- Système universitaire de documentation: 02947874X
- Trove: 795417
- Virtual International Authority File: 111930595
- WorldCat: E39PBJx4jhXfkhKpjHFfxDfTHC